# 中国四大民间传说
中国四大民间故事，或中国四大民间传说，是指在中国民间以口头、文稿等形式流传最为宽广、影响最大的四个民間故事。它们和其他民间故事或傳說构成了中国民间文化的一个重要组成部分，对广大民众的生活有着深刻的影响。

## 各類型的四大民間傳說

### 愛情
中國四大愛情傳說分別是《梁山伯与祝英台》、《白蛇传》、《孟姜女》、《牛郎织女》，也有一種說法是《梁山伯與祝英台》《白蛇傳》《柳毅傳書》《董永與七仙女》。

### 閻王
中國四大閻王傳說分別是包拯、韓擒虎、寇準和范仲淹。